# Spring Green
Spring Green is een plaats (village) in de Amerikaanse staat Wisconsin, en valt bestuurlijk gezien onder Sauk County.

## Demografie
Bij de volkstelling in 2000 werd het aantal inwoners vastgesteld op 1444. In 2006 is het aantal inwoners door het United States Census Bureau geschat op 1440, een daling van 4 (-0,3%).

## Geografie
Volgens het United States Census Bureau beslaat de plaats een oppervlakte van 3,4 km², geheel bestaande uit land. Spring Green ligt op ongeveer 220 m boven zeeniveau.

## Plaatsen in de nabije omgeving
De onderstaande figuur toont nabijgelegen plaatsen in een straal van 24 km rond Spring Green.